# Милош Чавић
Милош Чавић (Јаворањ, код Двора на Уни, 2. октобар 1918 — Шегестин, код Двора на Уни, 24. јануар 1942), учесник Народноослободилачке борбе и народни херој Југославије.

## Биографија
Рођен је 2. октобра 1918. године у Јаворњу, код Двора на Уни, у сиромашној сељачкој породици.
Године 1937. отишао је у Артиљеријску подофицирску школу, након чијег је завршетка службовао у Нишу, у чину поднаредника. Већ је тада био симпатизер Комунистичке партије Југославије (КПЈ). Након истраге, лишен је чина и издржавао казну до априла 1941. године.
Учесник Народноослободилачке борбе је од 1941. године. Формирао је прву партизанску групу у срезу Двор на Уни, с којом је извео напад на усташку општинску власт у свом селу. Члан Комунистичке партије Југославије постао је јула 1941. године.
Крајем 1941. године, његова јединица је прерасла у партизански батаљон, чији је командант постао Чавић. Крајем исте године, учествовао је у формирању првих народноослободилачких одбора (НОО) на подручју дејствовања свог батаљона.
Погинуо је 24. јануара 1942. године, као командант Другог батаљона Банијског партизанског одреда, бранећи слободну територију дворског котара у сукобу са усташама у близини Шегестина.
Указом Президијума Народне скупштине Федеративне Народне Републике Југославије, 5. јула 1951. године, проглашен је за народног хероја Југославије.